# Live at Watkins Glen
Live at Watkins Glen ist ein Livealbum der kanadischen Folk- und Country-Rock-Gruppe The Band, das am 4. April 1995 auf Capitol Records erschien. Capitol veröffentlichte das Album als Live-Dokument des Auftrittes der Gruppe beim Summer Jam at Watkins Glen am 28. Juli 1973, einem Rockmusik-Festival, bei dem auch die Grateful Dead und The Allman Brothers Band spielten.
Die Realität sieht allerdings etwas anders aus. Vermutlich stammen nur sehr wenige der auf dem Album enthaltenen Aufnahmen tatsächlich vom Watkins Glen Festival. Es ist erwiesen, dass die Band einige der präsentierten Songs überhaupt nicht auf dem Festival spielte. Außerdem ändern sich der Klang von E-Bass und Snare drum leicht zwischen den einzelnen Tracks. Mit an Sicherheit grenzender Wahrscheinlichkeit stammen die Songs des Albums tatsächlich von drei verschiedenen Quellen:
1. bisher unveröffentlichte Aufnahmen von den Konzerten im Dezember 1971, aus denen das Rock of Ages-Album hervorging
2. Studioaufnahmen von 1973 mit später hinzugefügtem Applaus
3. bearbeitete Versionen von Aufnahmen des Watkins Glen Festivals

Von allen Songs des Albums stammen nur Too Wet to Work und Jam tatsächlich vom Watkins Glen Festival. Back to Memphis und Endless Highway fallen in die zweite Gruppe und sind ohne den Applaus als Bonustracks auf der CD-Version von Moondog Matinee enthalten. Der Rest der Songs stammt von den 1971er Aufnahmen in der Academy of Music in New York City.
Live at Watkins Glen war weder bei Kritikern noch beim Publikum ein großer Erfolg. Das Album wurde auch dafür kritisiert, dass es sich nicht um einen regulären Konzertmitschnitt handelt und der Titel daher irreführend ist. Außerdem sind die meisten Songs bereits auf den CD-Versionen von Moondog Matinee und Rock of Ages, beziehungsweise dem Boxset Across the Great Divide enthalten gewesen, was den Erwerb der CD selbst für Hardcore-Fans unnötig machte. Allgemein gelten Rock of Ages und The Last Waltz als bessere Live-Alben der Gruppe in ihrer Originalbesetzung.

## Trackliste
1. Back to Memphis (Chuck Berry) – 6:20
2. Endless Highway (Robbie Robertson) – 5:20
3. I Shall Be Released (Bob Dylan) – 4:18
4. Loving You Is Sweeter Than Ever (Ivy Jo Hunter/Stevie Wonder) – 3:25
5. Too Wet to Work (Garth Hudson) – 3:28
6. Don't Ya Tell Henry (Dylan) – 4:01
7. The Rumor (Robertson) – 4:57
8. Time to Kill (Robertson) – 4:54
9. Jam (The Band) – 3:02
10. Up on Cripple Creek (Robertson) – 4:49